# BMW F40
La BMW F40 è la sigla che identifica la versione a 5 porte della terza generazione della Serie 1, un'autovettura di segmento C prodotta dal 2019 al 2024 dalla casa automobilistica tedesca BMW.

## Il contesto
Il veicolo che è stato presentato il 27 maggio 2019, si basa sulla piattaforma FAAR, un'evoluzione della piattaforma a trazione anteriore UKL2 derivata da quella della contemporanea X1 e della Mini Countryman. La trasmissione è affidata a un cambio manuale a sei marce, un automatico a doppia frizione a sette marce e un automatico Aisin a otto marce. Il modello base è la 116d, mentre il modello più potente è l'M135i xDrive. Quest'ultimo monta un motore 2,0 litri 4 cilindri da 306 CV ed è dotato di un sistema di trazione integrale coadiuvato da un differenziale anteriore autobloccante che ripartisce fino al 50% della coppia al posteriore.

## Riepilogo versioni

### Motori a benzina
|                                          | 116i                                            | 118i                                            | 118i                                            | 120i                                            | 128ti                                           | M135i xDrive                                    | M135i xDrive                                    |
| ---------------------------------------- | ----------------------------------------------- | ----------------------------------------------- | ----------------------------------------------- | ----------------------------------------------- | ----------------------------------------------- | ----------------------------------------------- | ----------------------------------------------- |
| Disponibilità                            | dall'11/2020                                    | dall'11/2020                                    | dal 07/2019 al 11/2020                          | dall'11/2020                                    | dall'11/2020                                    | dal 07/2019 al 11/2020                          | dall'11/2020                                    |
| Motore                                   | B38A15 Turbo-Benzina, 3 cilindri con OPF        | B38A15 Turbo-Benzina, 3 cilindri con OPF        | B38A15 Turbo-Benzina, 3 cilindri con OPF        | B48A20 Turbo-Benzina, 4 cilindri con OPF        | B48A20 Turbo-Benzina, 4 cilindri con OPF        | B48A20 Turbo-Benzina, 4 cilindri con OPF        | B48A20 Turbo-Benzina, 4 cilindri con OPF        |
| Cilindrata (cm3)                         | 1499                                            | 1499                                            | 1499                                            | 1998                                            | 1998                                            | 1998                                            | 1998                                            |
| Potenza massima                          | 80 kW (109 CV) a 4300-6500 giri/min             | 100 kW (136 CV) a 4500-6500 giri/min            | 103 kW (140 CV) a 4600-6500 giri/min            | 131 kW (178 CV) a 5000-5500 giri/min            | 195 kW (265 CV) a 4750-6500 giri/min            | 225 kW (306 CV) a 5000-6500 giri/min            | 225 kW (306 CV) a 5000-6250 giri/min            |
| Coppia massima                           | 190 Nm a 1380-3800 giri/min                     | 220 Nm a 1500-4100 giri/min                     | 220 Nm a 1480-4200 giri/min                     | 280 Nm a 1350-4200 giri/min                     | 400 Nm a 1750-4500 giri/min                     | 450 Nm a 1750-4500 giri/min                     | 450 Nm a 1800-4500 giri/min                     |
| Cambio (di serie)                        | Manuale a 6 marce                               | Manuale a 6 marce                               | Manuale a 6 marce                               | Doppia frizione robotizzato a 7 marce (7DCT300) | Automatico con convertitore di coppia a 8 marce | Automatico con convertitore di coppia a 8 marce | Automatico con convertitore di coppia a 8 marce |
| Cambio (opzionale)                       | Doppia frizione robotizzato a 7 marce (7DCT300) | Doppia frizione robotizzato a 7 marce (7DCT300) | Doppia frizione robotizzato a 7 marce (7DCT300) | -                                               | -                                               | -                                               | -                                               |
| Trazione                                 | FWD                                             | FWD                                             | FWD                                             | FWD                                             | FWD                                             | AWD                                             | AWD                                             |
| Peso in ordine di marcia (kg)            | 1395 (1415)                                     | 1365 (1395)                                     | 1365 (1395)                                     | 1465                                            | 1520                                            | 1600                                            | 1600                                            |
| Accelerazione 0-100 Km/h                 | 10.6 s                                          | 8.9 s (8.8 s)                                   | 8.5 s                                           | 7.0 s                                           | 6.1 s                                           | 4.8 s                                           | 4.8 s                                           |
| Consumi nel ciclo combinato (l/100 km)   | 5.4-5.8 (5.1-5.5)                               | 5.5-5.9 (4.9-5.3)                               | 5.0-5.7                                         | 5.5-5.8                                         | 6.1-6.4                                         | 6.8-7.1                                         | 6.3-6.7                                         |
| Emissioni CO2 nel ciclo combinato (g/km) | 124-133 (116-125)                               | 126-135 (113-121)                               | 114.129                                         | 126-134                                         | 139-148                                         | 155-162                                         | 145-155                                         |
| Standard emissioni                       | Euro 6d                                         | Euro 6d                                         | Euro 6d-TEMP                                    | Euro 6d                                         | Euro 6d                                         | Euro 6d-TEMP                                    | Euro 6d                                         |

- I valori tra parentesi sono quelli relativi ai veicoli con cambio automatico opzionale

### Motori a gasolio
|                                          | 116d                                                        | 118d                                                        | 120d                                                        | 120d xDrive                                                 |
| ---------------------------------------- | ----------------------------------------------------------- | ----------------------------------------------------------- | ----------------------------------------------------------- | ----------------------------------------------------------- |
| Disponibilità                            | dal 07/2019                                                 | dal 07/2019                                                 | dal 03/2020                                                 | dal 07/2019                                                 |
| Motore                                   | B37D15 Turbo-Diesel, 3 cilindri con DPF e catalizzatore SCR | B47D20 Turbo-Diesel, 4 cilindri con DPF e catalizzatore SCR | B47D20 Turbo-Diesel, 4 cilindri con DPF e catalizzatore SCR | B47D20 Turbo-Diesel, 4 cilindri con DPF e catalizzatore SCR |
| Cilindrata (cm3)                         | 1496                                                        | 1995                                                        | 1995                                                        | 1995                                                        |
| Potenza massima                          | 85 kW (116 CV) a 4000 giri/min                              | 110 kW (150 CV) a 4000 giri/min                             | 140 kW (190 CV) a 4000 giri/min                             | 140 kW (190 CV) a 4000 giri/min                             |
| Coppia massima                           | 270 Nm a 1750-2250 giri/min                                 | 350 Nm a 1750-2500 giri/min                                 | 400 Nm a 1750-2500 giri/min                                 | 400 Nm a 1750-2500 giri/min                                 |
| Cambio (di serie)                        | Manuale a 6 marce                                           | Manuale a 6 marce                                           | Automatico con convertitore di coppia a 8 marce             | Automatico con convertitore di coppia a 8 marce             |
| Cambio (opzionale)                       | Doppia frizione robotizzato a 7 marce (7DCT300)             | Automatico con convertitore di coppia a 8 marce             | -                                                           | -                                                           |
| Trazione                                 | FWD                                                         | FWD                                                         | FWD                                                         | AWD                                                         |
| Peso in ordine di marcia (kg)            | 1450 (1460)                                                 | 1480 (1505)                                                 | 1525                                                        | 1590                                                        |
| Accelerazione 0-100 Km/h                 | 10.3 s (10.1 s)                                             | 8.5 s (8.4 s)                                               | 7.3 s                                                       | 7.0 s                                                       |
| Consumi nel ciclo combinato (l/100 km)   | 3.8-4.2 (3.8-4.1)                                           | 4.1-4.5 (4.1-4.4)                                           | 4.3-4.6                                                     | 4.5-4.8                                                     |
| Emissioni CO2 nel ciclo combinato (g/km) | 100-110 (99-108)                                            | 108-117 (108-117)                                           | 112-121                                                     | 118-126                                                     |
| Standard emissioni                       | Euro 6d                                                     | Euro 6d-TEMP, Euro 6d dal 02/2020                           | Euro 6d                                                     | Euro 6d-TEMP, Euro 6d dal 02/2020                           |

- I valori tra parentesi sono quelli relativi ai veicoli con cambio automatico opzionale